# Elmar Kovacs
Elmar Kovács je bývalý československý fotbalista maďarské národnosti.

## Sportovní kariéra
V lize hrál za SK Židenice a SK Viktoria Žižkov. V nejvyšší soutěži dal 3 góly.

## Ligová bilance
| Ročník                    | Zápasy | Góly | Klub               |
| ------------------------- | ------ | ---- | ------------------ |
| 1. asociační liga 1933/34 | 5      | 0    | SK Židenice        |
| Státní liga 1937/38       | 5      | 2    | SK Viktoria Žižkov |
| Státní liga 1938/39       | 1      | 0    | SK Viktoria Žižkov |
| CELKEM                    | 11     | 2    |                    |